# ماساتاکا کوبوتا
ماساتاکا کوبوتا (انگلیسی: Masataka Kubota؛ زادهٔ ۶ اوت ۱۹۸۸) هنرپیشه اهل ژاپن است. از فیلم‌هایی که وی در آن نقش داشته‌است، می‌توان به توکیو غول و مجموعه دفتر مرگ اشاره کرد.

## فیلم
| سال  | نام               | نقش           |
| ---- | ----------------- | ------------- |
| ۲۰۱۰ | ۱۳ آدم‌کش          | شوجیرو کُکورا  |
| ۲۰۱۲ | شمشیرزن دوره‌گرد   | آکیرا کیوساتو |
| ۲۰۱۵ | دروغ‌های اول آوریل | ماتسودا       |
| ۲۰۱۷ | توکیو غول         | کن کانکی      |
| ۲۰۱۹ | عشق اول           | لئو           |